# Omphax rhodocera
Omphax rhodocera är en fjärilsart som beskrevs av George Francis Hampson 1910. Omphax rhodocera ingår i släktet Omphax och familjen mätare. Inga underarter finns listade i Catalogue of Life.